# Michael Kort
Michael Kort (* 28. September 1957 in Dortmund) ist ein deutscher Jurist und seit 2002 Inhaber des Lehrstuhls für Bürgerliches Recht, Wirtschaftsrecht, Gewerblichen Rechtsschutz und Arbeitsrecht an der Juristischen Fakultät der Universität Augsburg.

## Werdegang
Zunächst studierte Kort von 1975 bis 1977 an der Universität in Bochum, wechselte jedoch ab 1977 an die Universität München und setzte dort bis zum zweiten juristischen Staatsexamen im Jahr 1984 sein Studium fort. Er wurde dort 1985 mit der Dissertation Der Abschluss von Beherrschungs- und Gewinnabführungsverträgen im GmbH-Recht zum Dr. jur. promoviert und war als Rechtsanwalt, akademischer Rat und Mitarbeiter einer großen Wirtschaftsanwaltskanzlei in München tätig. Ab 2002 erhielt er in Augsburg einen Lehrstuhl für bürgerliches Recht, Wirtschaftsrecht, gewerblichen Rechtsschutz und Arbeitsrecht.

## Publikationen
- Der Abschluss von Beherrschungs- und Gewinnabführungsverträgen im GmbH-Recht, Köln, Berlin, Bonn, München 1986
- Bestandsschutz fehlerhafter Strukturänderungen im Kapitalgesellschaftsrecht, C. H. Beck 1998